# دیوید لوهونگو
دیوید لوهونگو (انگلیسی: David Louhoungou؛ زادهٔ ۲۸ فوریهٔ ۱۹۸۹) بازیکن فوتبال اهل فرانسه است.
از باشگاه‌هایی که در آن بازی کرده‌است می‌توان به باشگاه فوتبال کن، باشگاه فوتبال رن، باشگاه ورزشی کوکائلی اسپور، و باشگاه فوتبال همیلتون آکادمیکال اشاره کرد.
وی همچنین در تیم ملی فوتبال کنگو بازی کرده‌است.